# Rugby Football Club Los Angeles
Rugby FC Los Angeles (RFCLA) fue un equipo profesional de rugby union de la Major League Rugby (MLR) de Los Ángeles. El equipo comenzó a jugar en 2020 como Rugby ATL, con sede en Atlanta, Georgia, pero anunció que se trasladaría a Los Ángeles para la temporada 2024, bajo una nueva propiedad. 
En julio de 2025 se informó que San Diego Legion y R.F.C. Los Angeles se fusionan para formar el nuevo equipo The California Legion.

## Historia
El 21 de septiembre de 2018, la Major League Rugby anunció que Atlanta era uno de los equipos de expansión que se unirían a la liga para la temporada 2020. El nombre del equipo Rugby ATL fue revelado el 26 de febrero de 2019. El equipo fue conocido extraoficialmente como los Rattlers y en 2021 se dio a conocer un logotipo alternativo con una serpiente de cascabel. Rugby ATL jugó sus primeras tres temporadas en el Lupo Family Field en el campus de Life University en el suburbio de Atlanta de Marietta. El campo resultó dañado por una inundación en septiembre de 2021 y el equipo se trasladó a Silverbacks Park antes de la temporada 2022.
El 2 de agosto de 2023, la Major League Rugby anunció que Rugby ATL se trasladaría a una ubicación aún por anunciar para la temporada 2024. El 17 de agosto, se anunció que el equipo se trasladaría a Los Ángeles.
El 21 de diciembre, se anunció que el equipo pasaría a llamarse Rugby FC Los Angeles, abreviado RFCLA. El mismo día, se anunció que el RFCLA jugaría en el Dignity Health Sports Park de Carson, California.

## Patrocinio
| Temporada | Fabricante del kit | Patrocinador de la camiseta | Otro(s) patrocinador(es) de la camiseta   |
| --------- | ------------------ | --------------------------- | ----------------------------------------- |
| 2019      | Canterbury         | Ninguno                     | Ninguno                                   |
| 2020–2023 | Paladin Sports     | Barbour Orthopedics y Spine | Terrapin Beer Co. Body Armor Sports Drink |
| 2023-2024 | Kappa              | -                           | -                                         |
| 2025      | Macron             | -                           | -                                         |

## Palmarés
- Subcampeón de la Major League Rugby: 2021.
- Ganador de la Conferencia Este MLR: 2021.

## Rendimiento
Atlanta llegó a jugar cinco partidos, antes que la temporada fuera cancelada por la pandemia de COVID-19: ganó los dos primeros, contra los Utah Warriors y el New Orleans Gold, y perdió los restantes. Kurt Coleman es por ahora, el máximo anotador con 29 puntos.